# Acyrthosiphon shinanonum
Acyrthosiphon shinanonum är en insektsart som beskrevs av Remaudière, G. och M. Remaudière 1997. Acyrthosiphon shinanonum ingår i släktet Acyrthosiphon och familjen långrörsbladlöss. Inga underarter finns listade i Catalogue of Life.